# 山陽君
山阳君（?—?），战国时期魏国封君，名不详。
魏惠王把他封在山阳（今河南省焦作市东北）。大约在楚宣王十八年（前352年），楚国大臣江尹憎恨令尹昭奚恤，想要毁谤他但是力不能及。于是为山阳君向楚国请封。楚宣王许诺，但被昭奚恤所阻止，说山阳君对于楚国无功，不应该被封。山阳君于是和江尹一起毁谤昭奚恤。